# Бурокрылая крачка
Бурокры́лая кра́чка (лат. Onychoprion anaethetus) — вид морских птиц из семейства чайковых (Laridae). Выделяют четыре подвида. Ранее его относили к роду крачек (Sterna). Распространены во всех тропических и субтропических морях.

## Описание
Это маленькая крачка длиной от 30 до 32 см, размах крыльев от 77 до 81 см. Она примерно того же размера, что и речная крачка. Крылья и вилочковый хвост длинные. Верх головы чёрный. Тонкая белая полоса на лбу сужается за глазами минимум на 1 см. Равномерная тонкая чёрная полоса проходит от основания клюва до глаз. Верхняя сторона от тёмно-серого до чёрного цвета, нижняя сторона белая. Спина и кроющие перья от серого до каштанового цвета. Маховые перья чёрно-коричневые. У молодых птиц нижняя сторона белая, а верхняя сторона бледно-серая.

## Распространение
Бурокрылая крачка — это перелётная птица, которая гнездится на скалистых островах, а зимует в открытом океане. Атлантический подвид O. n. melanopters гнездится в Мексике, Карибском море и Западной Африке. Другие подвиды встречаются на Аравийском полуострове, Малайском архипелаге и в Юго-Восточной Азии. Однако, точное число действительных подвидов оспаривается.

## Образ жизни
Бурокрылая крачка откладывает единственное яйцо в ямку на земле. Её питание состоит из мелких рыб или каракатиц, которых она ловит или ныряя в воду, или как чёрная болотная крачка и чайконосая крачка захватывая их на поверхности. В отличие от полярной крачки, которая предпочитает поисковый полёт, бурокрылая крачка обычно непосредственно ныряет за своей добычей. Передача рыбы самцом самке является частью брачных игр. Самый большой естественный враг бурокрылой крачки — это фрегаты, жертвой которых на некоторых островах становится большая часть птенцов.
- Остров Леди Эллиот, Австралия
- Взрослая особь
- В полёте
- Птенец
- яйцо Onychoprion anaethetus - Тулузский музей